# (6145) Riemenschneider
(6145) Riemenschneider ist ein Asteroid des Hauptgürtels, der am 26. September 1960 von dem niederländischen Astronomenehepaar Cornelis Johannes van Houten und Ingrid van Houten-Groeneveld entdeckt wurde. Die Entdeckung geschah im Rahmen des Palomar-Leiden-Surveys, bei dem von Tom Gehrels mit dem 120-cm-Oschin-Schmidt-Teleskop des Palomar-Observatoriums aufgenommene Feldplatten an der Universität Leiden durchmustert wurden.
Der Asteroid gehört zur Nysa-Gruppe, einer nach (44) Nysa benannten Gruppe von Asteroiden, die auch als Hertha-Familie bekannt ist (nach (135) Hertha).
(6145) Riemenschneider wurde nach dem deutschen Bildschnitzer und Bildhauer Tilman Riemenschneider (um 1460–1531) benannt, der zu den bedeutendsten seiner Zunft am Übergang von der Spätgotik zur Renaissance zählt.